# Devon Storm
Chris Ford (født 4. marts 1974) er en amerikansk fribryder der er mest kendt som Devon Storm og Crowbar i World Championship Wrestling.

## Biografi

### De tidlige år
Ford havde ønsker om en wrestling karriere i mange år, og fandt på navnet Devon Storm. Han blev trænet af Mike Sharpe, og wrestlede for adskillige små promotions. Den meste nævneværdige var ECW, hvor Storm bl.a. havde en række kampe med Sabu. Hans store gennembrud var da han fik tilbudt en kontrakt af WCW.

### World Championship Wrestling
Chris Ford debuterede i WCW i 2000, efter at have været et smut forbi WCW Power Plant. Han debuterede som Crowbar, en galning David Flair og Daffney fandt på en benzintank og tog med sig. De tre dannede en trio, de havde det tilfældes at de alle var rablende gale og de lavede tit ballade, og voldelige overfald på andre wrestlere. Ved WCW Uncensored 2000 gik det dog galt da de angreb The Wall, og Crowbar fik et chokeslam ned fra en høj platform, igennem et bord. Crowbar blev igen set som en del af WCWs cruiserweight division, men rykkede herefter ind i som en bifigur i den store fejde mellem Ric Flair og David Flair, hvor han støttede David. Herefter støttede han Daffney, da David blev forelsket i Stacy Keibler og de havde en kort fejde. Crowbars figur tog en sær drejning, da han fik et 70'er gimmick sammen med Mike Awesome og blev en comedy figur. Det varede dog ikke længe, og Crowbar blev igen Crowbar og fortsatte i Hardcore divisionen, hvor han havde en fejde med Terry Funk. Crowbar blev fyret fra WCW i januar, 2001, da WCW skulle spare penge.

### Efter WCW
Storm fortsatte med at wrestle i bl.a. WWA, hvor han igen fejdede med Sabu. Han wrestlede også for 3PW, og i TNA som medlem af en gruppe kaldet The New Church. Storm er nu uddannet fysioterapeut, og wrestler sjældent.